# Arnold Rikli

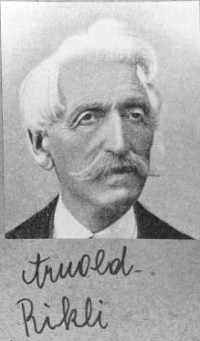
Arnold Rikli (1823-1906)

Arnold Rikli, (Wangen an der Aare, Suiza, 13 de febrero de 1823 – Veldes, Imperio Austrohúngaro, 30 de abril de 1906) fue un naturópata suizo, célebre por su utilización de los baños de sol y de aire (junto a la hidroterapia) como parte de su sistema terapéutico, que él mismo bautizó como la Cura Atmosférica.

## Biografía
Fue el cuarto de los seis hijos de un industrial propietario de una fábrica de tintes.
Realizó sus estudios en instituciones privadas de Suiza y Alemania y cuando contaba 20 años se incorporó a la actividad laboral en la fábrica de su padre.
A esa misma edad, durante un viaje, llegaron a sus manos dos libros sobre salud, "Memorias de un médico del agua" (1844), de Carl Munde y la célebre obra renacentista sobre la longevidad "Discurso de la vida sobria" (1558), de Luigi Cornaro. Desde entonces, Rikli adquirió todos los libros sobre hidroterapia que pudo obtener y practicó sobre sí mismo los métodos curativos que aprendía en ellos.
A los 21 años Rikli se casó. Cuando tenía 22 años se asoció con dos de sus hermanos para abrir una nueva fábrica de tintes, pero los problemas y retos de poner en marcha un negocio de ese calibre, unidos a una falta de vocación de Rikli por la actividad en la que se había embarcado, provocaron en él una gran amargura y decidió reorientar su vida hacia una ocupación con la que se sintiera verdaderamente identificado. Ésta no pudo ser otra que la terapia natural.
Comenzó tratando con métodos hidroterapéuticos a los obreros de las fábricas familiares pero, pronto, su reputación creció y empezó a tratar a otras personas. Rikli seguía experimentando incesantemente nuevos tratamientos en su propia persona para, una vez probados, aplicarlos a sus pacientes.
Su éxito como naturópata indujo a Rikli a cambiar de profesión y dedicarse enteramente a las terapias naturales. Hacia 1852, tras sufrir una pleuresía, Rikli se retiró a Veldes (Actualmente Bled), en Eslovenia, durante su convalecencia. La belleza del entorno, la pureza del aire y la bondad del clima cautivaron a Rikli, que en 1854 se mudó a aquel lugar con su familia y fundó allí un sanatorio.
Durante su prolongada carrera en el ejercicio de la naturopatía, una de las principales fuentes de amargura de Rikli fue el hostigamiento al que lo sometió la clase médica. Todas las acusaciones de curanderismo de las que fue objeto, sin embargo, se saldaron con su absolución, gracias a las declaraciones de sus agradecidos pacientes. El problema se solucionó definitivamente cuando Rikli puso a un médico titulado al frente de la dirección médica del sanatorio.
A la edad de 38 años Rikli se hizo vegetariano y, durante un largo periodo, se sintió saludable, feliz y satisfecho con la dieta adoptada. Cuando llevaba 15 años con este régimen, sin embargo, hicieron aparición una serie de trastornos como pérdida de peso, excesivo aceleramiento del ritmo cardiaco durante el ejercicio o debilidad y deterioro de su estado anímico. Inicialmente fue reacio a aceptar que el origen de sus problemas pudiera estar en la alimentación vegetariana en la que tanto había confiado pero, finalmente, claudicó y volvió a introducir la carne en su dieta, al cabo de un tiempo de lo cual los síntomas mencionados remitieron. Como consecuencia de este episodio Rikli modificó su enfoque dietético-terapéutico y pasó de prescribir la alimentación vegetariana a todos sus pacientes a indicársela sólo a aquellos cuya constitución consideraba compatible con esa dieta.
Arnold Rikli falleció en Veldes el 30 de abril de 1906, con 83 años, debido a los padecientos de la edad.